# Галактионов, Анатолий Андрианович
Анато́лий Андриа́нович Галактио́нов (26 ноября 1922, Петроград - 13 октября, Санкт-Петербург) — советский и российский философ, специалист в области истории русской философии и социологии, автор фундаментального труда «Русская философия IX—XIX веков» (совместно с П. Ф. Никандровым). Доктор философских наук (1966), профессор.

## Биография
Родился 21 ноября 1922 года в Петрограде. Отец из крестьян Архангельской губернии, мать петербурженка.
Интерес к философии появился ещё в годы учёбы в школе № 320. Поступил на философский факультет ЛГУ в 1941 году.
Из университета скоро добровольцем ушёл на фронт (102 батальон НО, 3 пограничного отряд Ленинградского фронта). После ранения демобилизовался и был эвакуирован на Урал.
В 1944 году восстанавливается на философский факультет ЛГУ. Во время учёбы формировался под влиянием М. В. Серебрякова, Н. Н. Андреева, Б. А. Чагина. Дипломную работу писал о творчестве декабриста П. И. Пестеля.
Член КПСС с 1946 года.
В 1949 году с отличием окончил философский факультет ЛГУ и поступил в аспирантуру. В 1951 году защитил диссертацию на соискание учёной степени кандидата философских наук по теме «Ленинско-сталинская критика плехановской концепции истории русской материалистической философии XIX в.».
С 1952 года работал на кафедре истории философии ЛГУ имени А. А. Жданова — старший преподаватель (1952—1956), доцент (1956—1968), заведующий кафедрой (1968—1972), профессор (1970). Командирован в Венгрию (1968) и ГДР (1970). Преподавал в Университете марксизма-ленинизма. 
В 1966 году в ЛГУ имени А. А. Жданова защитил в качестве диссертации на соискание учёной степни доктора философских наук двухтомную монографию «История русской философии», написанную в соавторстве с П. Ф. Никандровым.
В 1973—1976 годах работал научным сотрудником в Музее истории религии и атеизма. 1976—1989 годах — профессор и заведующий кафедрой философии Ленинградского государственного сельскохозяйственного института.
В 1989—2002 годы — профессор кафедры теории и истории социологии факультета социологии СПбГУ. Читал курсы по истории русской философии, всеобщей истории философии. Неоднократно отмечался премиями за педагогическое мастерство и научные достижения. Активно участвовал в общественной работе — избирался членом партийного бюро, профсоюзного бюро и местного комитета ЛГУ.

## Семья
Жена — Вилена Дмитриевна Галактионова — преподаватель политической экономии ЛГПИ им. А. И. Герцена, сын Михаил — математик, научный сотрудник НИИ ВМПУ СПбГУ.

## Научная деятельность
Известен трудами по истории русской философии. Вместе с П. Ф. Никандровым является автором первого систематического марксистского исследования истории русской философии и социологии. Их сотрудничество началось в 1950-е годы с ряда журнальных статей, в которых критически оценивались тенденции исследования истории русской философии (преимущественно московская школа И. Я. Щипанова), и разрабатывалась самостоятельная методологическая линия, ориентированная на материализм, историзм и партийность. Но новизна состояла в интерпретации этих принципов. История философии рассматривалась как развитие одной из форм общественного сознания, взаимодействующей с другими формами на базе законов общественного развития и классовых отношений. Принцип историзма раскрывался через диалектику борьбы и чередования различных школ и направлений, выражающиеся прежде всего в противостоянии материализма и идеализма. К особенностям русского историко-философского процесса отнесены укорененность православия в русском мышлении, систематической столкновение с западноевропейской философией, заимствование со сдвигом вперед, и связь с освободительным движением. Это позволило впервые в советской литературе раскрыть отечественную философию как борьбу материализма и идеализма, показав положительное значение шеллингианства, славянофильства и других ранее игнорировавшихся течений, выходящих за пределы революционно-демократической линии.
В 1961 году вышла совместная книга А. А. Галактионов и П. Ф. Никандрова по истории русской философии. 1966 году они издали монографию «Идеологи русского народничества» (1966) о взглядах П. Л. Лаврова, М. А. Бакунина, П. Н. Ткачева, Н. К. Михайловского, П. А. Кропоткина. Наконец, в 1970 году вышла фундаментальная работа «Русская философия IX—XIX веков», ставшая вершиной их совместной работы. Позднее, после кончины П. Ф. Никандрова, А. А. Галактионов выпустил её переработанную версию в 1989 году. Совместный проект по истории русской философии был в 1966 году представлен и защищен как докторская диссертация сразу обоими авторами.
Позднее в годы работы на факультете социологии СПбГУ много занимался исследованием славянофильства, подготовив к изданию книгу Н. Я. Данилевского «Россия и Европа», с большим обстоятельным предисловием. В 2002 году опубликовал монографию «Русская социология IX—XX веков». На факультете социологии читал курсы по истории русской социологии и по всеобщей истории философии и социологии.
А. А. Галактионов вместе с П. Ф. Никандровым является основателем Ленинградской школы историков русской философии. Подготовил около 10 докторантов и 60 аспирантов. Среди его учеников: О. А. Савинова, Н. В. Демидова, Б. М. Парамонов, А. А. Ермичёв, А. Ф. Замалеев, М. В. Синютин, И. С. Рычагов, П. А. Виленчук, Н. Ю. Щека.

## Научные труды

### Монографии
- Галактионов А. А., Никандров П. Ф. История русской философии. — Л., 1961.
- Галактионов А. А., Никандров П. Ф. Идеологи русского народничества. — Л., 1966.
- Галактионов А. А., Никандров П. Ф. Русская философия XI—XIX веков. Л.: Наука. Ленинградское отделение 1970.
- Галактионов А. А., Никандров П. Ф. Русская философия IX—XIX вв. — 2-е изд., испр. и доп. — Л.: Изд-во ЛГУ, 1989. ISBN 5-288-00112-X
- Галактионов А. А. Русская социология IX—XX веков. Учебник. — СПб.: Лань, 2002. ISBN 5-8114-0463-8

### Философская энциклопедия
- Галактионов А. А., Никандров П. Ф. Добролюбов, Николай Александрович // Философская энциклопедия : в 5 т. / глав. ред. Ф. В. Константинов. — М.: Советская энциклопедия, 1962. — Т. 2 : Дизъюкция — комическое. — 575 с. — 69 500 экз.

### Статьи
- Галактионов А. А. Критика методологии Г. В. Плеханова в его работах по истории русской материалистической философии XIX в. // Учёные записки ЛГУ. 1955. № 168. Сер. филос. наук. Вып. 5
- Галактионов А. А., Никандров П. Ф. Историко-социологические взгляды К. С. Аксакова // Вестник ЛГУ. 1965. № 17. Сер. экон., филос. и права. Вып. 3.
- Галактионов А. А., Никандров П. Ф. Славянофильство, его национальные источники и место в истории русской мысли // Вопросы философии. — № 6. — 1966.
- Галактионов А. А., Никандров П. Ф. О месте А. Н. Радищева в русском освободительном движении. // Вопросы философии. 1956. № 3.
- Галактионов А. А., Никандров П. Ф. Насущные задачи развития русской философии. // Вестник ЛГУ. 1956. № 23. Сер. экон., филос. и права. Вып 4.
- Галактионов А. А., Никандров П. Ф., Федотов В. П. О серьёзных недостатках в освещении отечественной философии. // Вопросы философии. 1956. № 6.
- Галактионов А. А. Роль Г. В. Плеханова в распространении марксизма в России // Распространение идеи марксистской философии в Европе. Л., 1964.
- Галактионов А. А., Никандров П. Ф. Методологические проблемы истории русской философии. // Философские науки. 1966. № 4.
- Галактионов А. А., Никандров П. Ф. Философские и социологические учения революционного и либерального народничества. // История философии в СССР. В 5 тт. Т. 3.
- Галактионов А. А., Никандров П. Ф. Л. И. Мечников и его историко-социологическая концепция // Философские науки. 1966. № 6.
- Галактионов А. А., Никандров П. Ф. Из истории раннего русского социализма. // Вестник ЛГУ. Сер. экон., филос. и права. Вып.1. 1968. № 5;
- Галактионов А. А. «Органицизм» и социализм М. В. Буташевича-Петрашевского // Социальная революция. Вопросы теории. Л., 1989;
- Галактионов А. А. Социальный реализм и утопизм В. Г. Белинского // Философия и освободительное движение в России. Л., 1989;
- Галактионов А. А. М. М. Ковалевский: к вопросу о русских источниках плюралистической социологии // М. М. Ковалевский в истории российской социологии и общественной мысли. СПб., 1996.